# David Gandy
David James Gandy  (n. 19 februarie 1980, Billericay, Anglia, Regatul Unit) este un fotomodel din Regatul Unit.